# Propionibacter shermani
Propionibacter shermani é uma bactéria usada no fabrico de queijos. 
Esta bactéria é adicionada durante a fabricação de alguns queijos, como o Emmental  e Leerdammer.